# Tococa caquetana
Tococa caquetana là một loài thực vật có hoa trong họ Mua. Loài này được Sprague miêu tả khoa học đầu tiên năm 1905.